# Командорские острова
Командо́рские острова́ — архипелаг из четырёх островов в юго-западной части Берингова моря Тихого океана. Административно входят в состав Алеутского района Камчатского края России. Названы в честь открывшего их в 1741 году мореплавателя командора Витуса Беринга. На крупнейшем из них — острове Беринга — находится могила мореплавателя.
В 2005 году острова включены в предварительный список объектов Всемирного наследия ЮНЕСКО. В общей сложности на островах живет более 300 тыс. животных, относящихся к 40 видам (морские котики, ларги, сивучи, каланы — такого разнообразия морских млекопитающих больше нет нигде в России), и 50 тыс. птиц, включая кречетов, сапсанов и серокрылых чаек. Самые редкие звери на островах — песец и тюлень Стейнегера.

## История

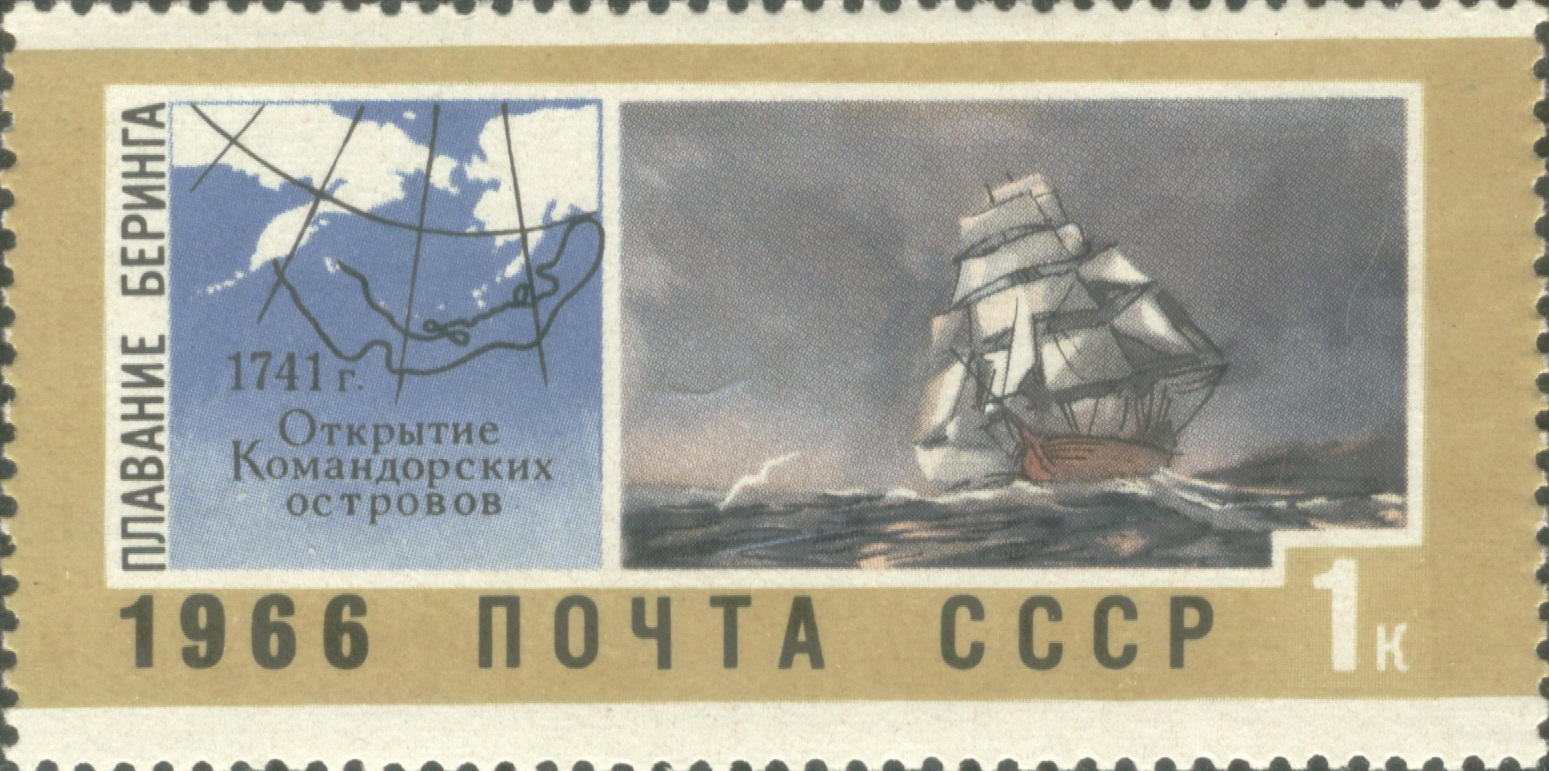
Почтовая марка СССР, 1966 год: открытие Командорских островов

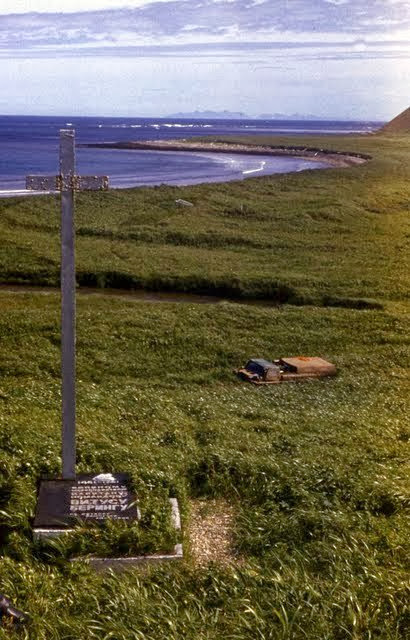
Могила Витуса Беринга

Первыми европейцами, посетившими Командорские острова, считаются участники Второй Камчатской экспедиции, во главе с русским мореплавателем, датчанином по происхождению, капитаном-командором Витусом Берингом. Его корабль «Святой Пётр» был выброшен во время шторма на берег неизвестного острова в 1741 году. Команде пришлось остаться на вынужденную зимовку. Беринг её не пережил и навечно остался на острове, названном в честь себя — остров Беринга. Участники экспедиции вернулись на Камчатку в августе 1742 года. Остров Медный был открыт промышленником Емельяном Басовым, который и дал ему это название.
Публикации о природных ресурсах островов начали появляться с конца XVIII века.
После открытия островов там временно селились русские охотники, прибывавшие на пушной промысел. В 1825—1826 годах с островов Атха и Атту прибыли семьи алеутов и креолов, которые стали первыми постоянными жителями Командорских островов. Затем на островах поселились эскимосы, индейцы, русские, камчадалы и айны.
В 1888 году острова административно были выделены в отдельную Командорскую округу Приморской области. Административным центром островов с этого момента и по сей день является село Никольское на острове Беринга. В 1902 году округа была переименована в уезд.
На протяжении всей русско-японской войны японцы многократно производили налёты на котиковые и каланьи лежбища Командорских островов. На острове Беринга была сделана крупная попытка высадиться на Северном лежбище, закончившаяся потоплением шхуны.
Частым налетам подвергался остров Медный. Так, после одного из них было подобрано 266 самок и 455 молодняка, убитых и брошенных японцами при бегстве. Была сделана серьезная попытка захватить остров и водрузить японский флаг. Но охотники-алеуты и немногочисленные русские успешно отбили все попытки, сбросили японцев в море. 68 участников этих боев были награждены медалями, а организатору обороны надзирателю за промыслами Лукину-Федотову присвоено звание подпоручика запаса. На его могиле установлен памятник. На чугунной плите надпись: «Старшему Надзирателю Подпоручику Запаса Николаю Никитичу Лукину-Федотову, умершему 19 августа 1909 года, от товарищей сослуживцев и почитателей».
В 1928 году был образован Алеутский островной туземный район, который в 1932 году был переименован в Алеутский национальный район.
В 1943 году в ходе Тихоокеанской кампании, примерно в 160 км к югу от островов произошёл бой у Командорских островов.

## География
Командорские острова являются западной оконечностью Алеутской островной дуги и отделены от Алеутских островов проливом Ближний шириной около 370 км. Общая площадь архипелага — 1848 км². Расположен он на границе Тихого океана и Берингова моря, в 200 км к востоку от полуострова Камчатка, от которого отделён Камчатским проливом. Острова Беринга и Медный разделены проливом Адмирала Кузнецова.
Пролив Ближний между Командорскими и Алеутскими островами разделяет территориальные воды России и США. По нему также проходит международная линия перемены дат.

## Состав
Архипелаг включает в себя:
Крупные острова:
- Беринга,
- Медный.

Малые острова и скалы:
- вокруг острова Беринга:
  - Топорков,
  - Арий Камень,
  - Камень Алеут,

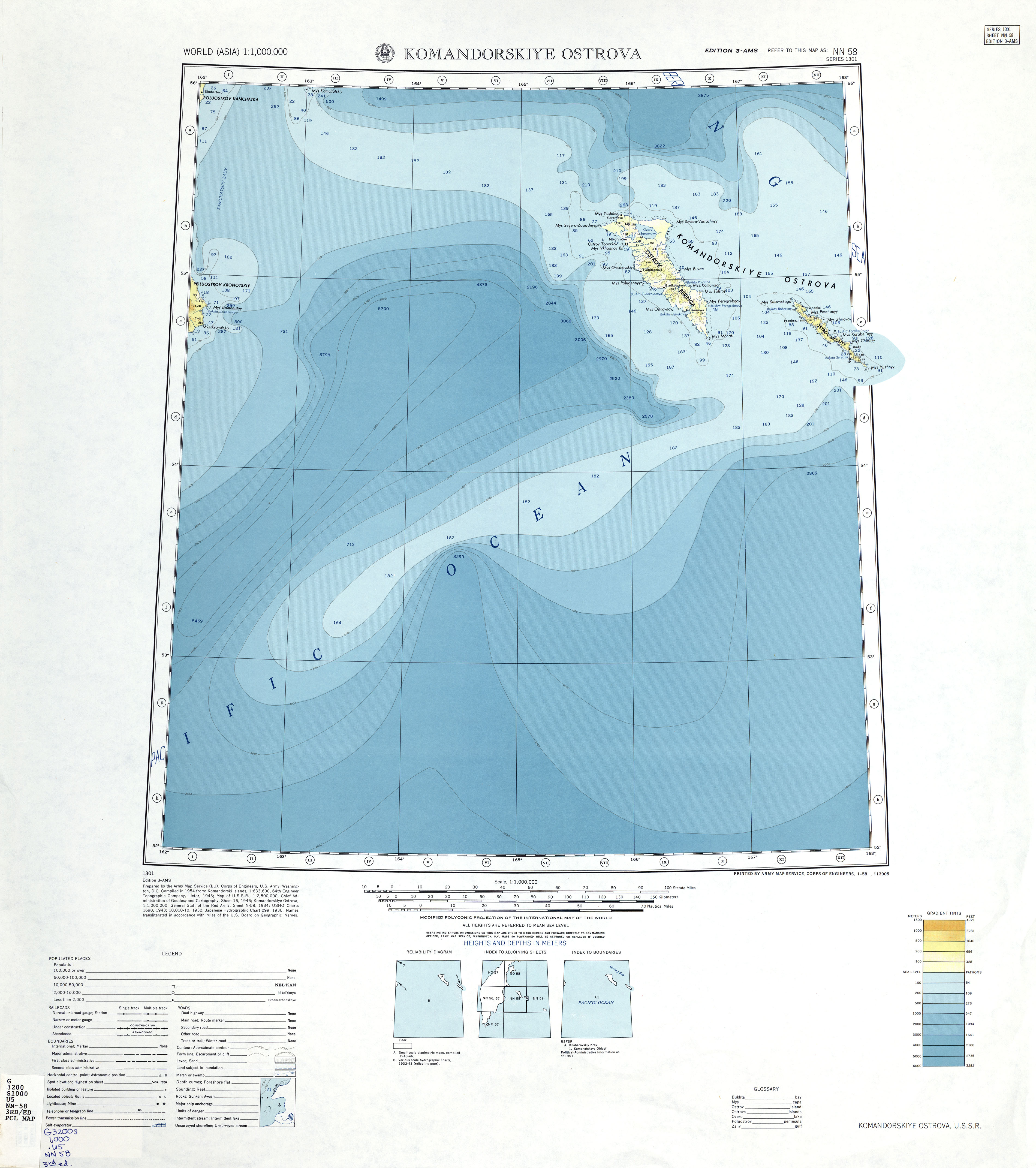
Командорские острова. Американская военная карта 1954 года

  - Камень Надводный (Емельяновский),
  - Камень Половинчатый (Половинка),
  - Камень Сивучий,
- вокруг острова Медный:
  - камни Бобровые,
  - Камень Ваксмута,
  - Кекур Корабельный Столб,
  - Сивучий Камень,
  - Сивучий Камень Восточный,

а также ряд безымянных скал.

## Геология и рельеф
Острова сложены в основном базальтами и андезитами. Из поделочных камней по берегам можно найти яшму, агат, опал, халцедон. Встречаются коллекционные образцы раухтопаза.
Как и соседние регионы Дальнего Востока, архипелаг подвержен сильным землетрясениям. Рельеф островов горист. Максимальная высота — 755 м. Береговая линия скалиста, слабо изрезана. Острова примечательны наличием песчаных дюн. Самый протяженный песчаный участок длиной около 7 км и шириной около 800 м находится в бухте Никольский рейд.

## Климат
Климат океанический с прохладным летом и мягкой зимой. Средняя температура августа +10 °C, февраля −4 °C. Абсолютные минимумы отмечаются в феврале. Они составляют −18 °C для о. Беринга и −24 °C для о. Медный. Максимально высокие температуры отмечались в августе: +23 °C для о. Беринга и +24 °C для о. Медный. Среднегодовые температуры положительные и составляют +2,1 °C для о. Беринга, +2,8 °C для о. Медный. Осадков выпадает до 500 мм в год. Океанские воды вокруг островов не замерзают. Часто дуют ураганные ветра, более 100 км/ч — в зоне низкого атмосферного давления Алеутской депрессии.

## Флора
Преобладают разнотравные и злаково-разнотравные луга и горно-тундровая растительность, высокоствольные леса отсутствуют в связи с ураганными ветрами на открытых участах. В защищенных от ветра долинах, особенно на острове Беринга, распространены пойменные заросли ив, достигающие высоты 3,5 м (долина реки Половина). Встречаются ассоциации с участием рябины бузинолистной, кустарниковых каменных берёз, шиповника, можжевельника, черничника овальнолистного, рододендрона золотистого и других. В составе крупнотравья присутствуют борщевик сладкий, вейник, шеломайник (лабазник камчатский), аконит и некоторые другие виды.

## Фауна
Наземная фауна довольно бедна и представлена всего 6 видами млекопитающих, из которых единственным аборигенным видом является голубой песец, представленный на островах двумя подвидами (беринговским и медновским). Остальные млекопитающие интродуцированы: серая крыса, домовая мышь, красная полёвка, американская норка и северный олень. Попытки акклиматизации северного оленя предпринимались неоднократно, начиная с 1882 года, нынешняя популяция насчитывает 1200—1500 голов.
Наиболее ярко представлена на островах фауна морских млекопитающих — в водах, окружающих острова, обитают сивуч, морской котик, калан, тюлень Стейнегера и множество видов китообразных: кашалот, косатка, клюворыл, дельфины, морские свиньи, малый полосатик, сейвал, финвал, горбатый кит, японский кит и другие. Многочисленны лежбища и птичьи базары. Командорские острова также являлись единственным местом обитания вымерших морских коров и стеллерова баклана.

## Хозяйственная деятельность
Население (русские, алеуты и русские креолы) занимаются в основном морскими промыслами, а также нормированным забоем котиков.
В 1993 году на островах основан Командорский государственный заповедник площадью 36 486 км².

## Административно-территориальное деление
Административно острова составляют Алеутский район.

## Населённые пункты
Село Никольское на острове Беринга — единственный жилой населённый пункт островов. Численность населения островов на 2023 год — 624 человек.